# Vijaypat Singhania
Vijaypat Singhania (* 4. Oktober 1938 in Kanpur) ist ein indischer Unternehmer im Ruhestand und Ballonfahrer. Er ist gegenwärtig Inhaber des Höhenrekords bei der Fahrt mit einem Heißluftballon.

## Leben
Vijaypat Singhania hat sich vor seinem Ruhestand als Unternehmer in der indischen Textilindustrie einen Namen gemacht. Er hatte seit 1980 den Vorsitz der „Raymond Ltd.“ inne, dem führenden Unternehmen innerhalb der Raymond Group. Die Gruppe hat nach eigenen Angaben einen Marktanteil von etwa 60 Prozent am heimischen Textilmarkt. Sein Einkommen hat ihn zum Millionär werden lassen.
Am 20. Dezember 2005 wurde der 67-jährige als Sheriff von Mumbai vereidigt, ein Amt, das er ein Jahr lang wahrnahm.
Vijaypat Singhania ist verheiratet. Sein Sohn Gautam Hari Singhania führt inzwischen die Unternehmensgruppe.

## Sportliche Interessen und Erfolge
Singhania entwickelte ein Faible für den Luftsport. Im August/September 1998 gelang es ihm, in 23 Tagen mit einem Ultraleichtflugzeug die Entfernung von 9.655 Kilometern von Großbritannien nach Indien zu bewältigen. Er unterbot damit den bestehenden Rekord eines Journalisten, der 34 Tage benötigt hatte. Dem Guinness-Buch der Rekorde war der Flug einen Eintrag wert.
Der Sportbegeisterte gewann das erste internationale „Round the World Air Race“ im Jahr 1994. Die Weltumrundung innerhalb von 24 Stunden brachte Singhania eine Goldmedaille der Fédération Aéronautique Internationale (FAI) ein.
Im Jahr 2005 erwarb er im Januar die Pilotenlizenz für Fahrten mit dem Heißluftballon. Schon im Juni desselben Jahres stellte er einen indischen Landesrekord mit seinem Ballon auf. Er drang in eine Höhe von 16.000 Fuß vor.
Am 26. November 2005 fuhr er bis in eine Höhe von 69.852 Fuß (21.291 Meter), womit er einen Weltrekord erreichte, den die FAI 2006 anerkannte. Er startete in Mumbai und landete rund fünf Stunden später bei der Stadt Sinnar im Bundesstaat Maharashtra.
Drei Jahrzehnte lang betrieb Singhania ferner Pferdesport und war Funktionär beim „Royal Western India Turf Club“ in Mumbai.

## Ehrungen
- "Tenzing Norgay National Adventure Award" 2001
- “Padma Bhushan” 2006